# Laura Pausini: Piacere di conoscerti
Laura Pausini: Piacere di conoscerti o conocido en España como Laura Pausini: Un Placer Conocerte, es una película documental del 2022 de Amazon Prime Video, protagonizada por Laura Pausini y dirigida por Iván Cotroneo y Mónica Rametta.

## Argumento
Laura Pausini, se pone delante de la cámara para descubrir momentos de su vida privada jamás vistos hasta la fecha y aspectos de su personalidad aún desconocidos para el público. Desde los primeros momentos en su carrera profesional hasta su vida diaria, y de como hubiese sido su vida si no hubiera ganado el Festival de San Remo.
La película cuenta dos partes de Laura Pausini. Laura A es la adolescente (interpretada por Cezara Zeka) que crece y se hace famosa con su victoria en el Festival de Sanremo. Laura B es en cambio la que va a Sanremo pero no gana; regresa a Solarolo, trabaja en un taller de cerámica, canta en el piano bar por la noche; está divorciada y tiene un hijo llamado Marcello (el mismo nombre que el hermano pequeño que han perdido los padres de la cantante, interpretado por Luca Lorenzi).

Quería hacer esta película un poco para mí porque son 29 años [de carrera] y me imagino en mi cabeza quién sería yo [si no hubiera ganado el festival de San Remo]. Afortunadamente, he podido concretarlo y revivirlo durante dos meses en las grabaciones. Yendo al lugar donde pienso que hubiese sido mi casa, con un hijo que creo que se llamaría Marcello... Todo lo que ves es lo que creo que sería. Y también lo hice por mi hija por que pudiera ver imágenes de mi carrera, de Laura, su mamá, la verdadera, y pudiese comprenderlo. Pero también por tantas personas que me siguen y porque en la vida sentirse realizado y feliz no es sinónimo de fama. Estoy convencida de que la fama es una consecuencia de mi destino, pero yo no he buscado la fama para ser feliz. Quizás era otra época. Pero hoy prácticamente todos los chicos que conozco están buscando ser famosos a través de redes sociales, incluso sin tener un talento. Parece que les estamos enseñando que ser conocidos es la meta para llegar a la felicidad.

Laura Pausini, abril de 2022

## Grabación
La película se rodó entre 2020 y 2021. Algunas tomas se tomaron dentro de la casa donde vivía Laura Pausini con su familia en Solarolo (ahora sede del Fan Club de la artista) antes de su victoria en el Sanremo Music Festival 1993. Incluso los objetos presentes en las escenas son los reales y originales de la época, propiedad de Laura y su familia.
Otras tomas de la película se realizaron en la casa de los padres en la provincia de la Romaña, en la localidad de Castel Bolognese y en la casa del Laura que posee en Roma.

## Reparto
| - Laura Pausini: ella misma - Paolo Carta: el mismo - Paola Carta Pausini: ella misma - Jader Carta: el mismo - Jacopo Carta: el mismo - Joseph Carta: el mismo - Fabrizio Pausini: el mismo - Giovanna Ballardini: ella misma - Silvia Pausini: ella misma | - Cezara Zeka: Laura Pausini 1992 - Luca Lorenzi: Marcello - Lorena Xella: ella misma - Elisa Padovani: ella misma - Cristina Musconi: ella misma - Erica Ricciardelli: ella misma - Andrea Sisti: el mismo - Franco Baldisserri: el mismo - Rosaria Sindona: ella misma | - Federico Valentini: Andrea 1993 - Maria Laura Carrara: Bidella 1992 - Pietro Saccomani: Franco 1993 - Tamara Balducci: Carmen - Maria Caballer: Bianca - Cristiano Cavolini: Cristiano - Eleonora Conti: Irene - Dece Seck La Valle: Dece Mam - Eleonora Landi: Rita | - Maria Pia Timo: Melissa - Maria Vittoria Sisti: ella misma - Andrea Mennella: Andrea - Nicole Maria Manno: ella misma - Don Tiziano: el mismo - Daniela Mariani: Profesora de zumba - Beatrice Magliozzi: Laura de pequeña - Chiara Sarcona: Laura A doble - Isabella Linguerri: Laura B doble |

## Distribución
Como la propia Laura ha revelado, en marzo de 2020, después de un sueño, empezó a escribir en su móvil una historia que poco a poco fue tomando forma. Hoy se llama ‘Laura Pausini: Un placer conocerte’.
El avance de la película se lanzó el 17 de marzo de 2022. La película estuvo disponible en la plataforma Prime Video desde el 7 de abril de 2022 en 240 países. La película está disponible con la narración de Laura Pausini tanto en italiano como en español. Los subtítulos de idiomas están disponibles: alemán, inglés, español, francés, italiano y portugués.
El estreno de la película tuvo lugar la noche del 5 de abril de 2022 en el Auditorium Conciliazione de Roma y la noche del 7 de abril de 2022 en el Cine Capitol de Madrid.
En la noche del 6 de abril de 2022, también se organizó en Roma un espectáculo de drones, el #Staraoke, un karaoke realizado íntegramente con una coreografía de 500 drones que compusieron las palabras más icónicas de la canción Box, iluminando el cielo volando sobre el Foros Imperiales, a una altura de más de 100 metros.